# Bete Mendes
Bete Mendes (sinh Elizabeth Mendes de Oliveira; 11 tháng 5 năm 1949) là một nữ diễn viên và chính trị gia người Brazil.

## Tiểu sử

### Đầu đời
Bete Mendes sinh ra với tên là Elizabeth Mendes de Oliveira ở Santos, São Paulo. Cô là con gái của Osmar Pires de Oliveira, một Trung úy của Không quân Brazil và Maria Mendes de Oliveira. Cô diễn trong các vở kịch ở trường từ khi mới 5 tuổi.
Tuy nhiên, sự nghiệp nghệ thuật của cô thực sự bắt đầu từ năm 15 tuổi, ở quê nhà Santos, trong vai chú thỏ Naná trong vở kịch A Árvore que Andava, của Oscar Von Phull.
Mendes có bằng về nghệ thuật biểu diễn của Đại học São Paulo (USP), và đang theo đuổi ngành Xã hội học khi cô bị cảnh sát chính trị của chế độ độc tài quân sự bắt giữ.
Bete Mendes đã biểu diễn lần đầu tiên tại nhà hát với vở kịch A Cozinha (Nhà bếp) vào năm 1968. Cùng năm đó, cô có một vai trò nổi bật trong vở kịch truyền hình nổi tiếng TV Tupi Beto Rockfeller.

### Bắt giữ
Vào năm 1970, Mendes đã bị DOI-CODI bắt giữ, bị giam giữ như tù nhân trong bốn năm. Trong khoảng thời gian từ tháng 9 đến tháng 10 năm 1974, cô lại bị giam giữ một lần nữa, lần này bị tra tấn. Bete Mendes được Tòa án Tối cao Militar (Tòa án Quân sự Tối cao) tha bổng, được thả ra sau 30 ngày ngồi tù. Khi được trả tự do, cô quyết định rời khỏi trường Xã hội học.

### Sự nghiệp chính trị
Mendes tích cực tham gia vào một số phong trào xã hội, chẳng hạn như quy định chuyên nghiệp của các nghệ sĩ (đạt được vào năm 1978) và phong trào ân xá. Cô ủng hộ các cuộc đình công của thợ kim loại ở Vùng ABC, nơi cô làm quen với Luiz Inácio Lula da Silva, khi đó là một nhân vật đang phát triển trong bối cảnh chính trị Brazil. Cùng với Lula, Mendes là một trong những thành viên sáng lập Đảng Công nhân, qua đó bà được bầu làm Nữ nghị sĩ cho nhiệm kỳ 1983-87.